# Gmina Alvesta
Gmina Alvesta (szw. Alvesta kommun) – gmina w Szwecji, w regionie Kronoberg, siedzibą jej władz jest Alvesta.
Pod względem zaludnienia Alvesta jest 125. gminą w Szwecji. Zamieszkuje ją 18 865 osób, z czego 49,38% to kobiety (9316) i 50,62% to mężczyźni (9549). W gminie zameldowanych jest 660 cudzoziemców. Na każdy kilometr kwadratowy przypada 19,37 mieszkańca. Pod względem wielkości gmina zajmuje 107. miejsce.